# 加拉尼温斯
加拉尼温斯是巴西伯南布哥州的一个市镇。总面积472.46平方公里，总人口131313人，人口密度277.9人/平方公里。